# Björt framtíð
Björt framtíð ist eine isländische politische Partei, die am 4. Februar 2012 gegründet wurde. Ihr Name wird als „Helle Zukunft“ oder „Strahlende Zukunft“ übersetzt. Im Jahr 2017 war sie an einer kurzlebigen Koalitionsregierung mit der Unabhängigkeitspartei und Viðreisn beteiligt. Seither ist sie in der nationalen Politik Islands nicht mehr in Erscheinung getreten.
Die Björt framtíð bekennt sich zu „Offenheit, Liberalismus und Umweltschutz“. Sie befürwortet den EU-Beitritt Islands und die Übernahme des Euro. Björt framtíð pflegte Kontakte zur Fraktion der Allianz der Liberalen und Demokraten für Europa im Europäischen Parlament, der auch die deutsche liberale Freie Demokratische Partei angehörte.

## Geschichte
Der neuen Partei gehörten zum Zeitpunkt ihrer Gründung 2012 mit Guðmundur Steingrímsson (Vorsitzender, früher Fortschrittspartei) und Róbert Marshall (früher Allianz) zwei Abgeordnete des isländischen Parlaments Althing an, die ihre jeweilige Partei verlassen hatten. Guðmundur Steingrímsson gründete die Björt framtíð zusammen mit der lokal in Reykjavík erfolgreichen Besti flokkurinn (Beste Partei), die mit BF auch dieselben Initialen hat. Die Partei wurde im Hinblick auf die Teilnahme an der Parlamentswahl in Island 2013 (27. April) gegründet. Ihr Parteibuchstabe ist A. Dem Parteivorstand gehörten mit Stand 2013 Jón Gnarr, damals Bürgermeister von Reykjavík, und andere Persönlichkeiten, die bereits als Exponenten von Besti flokkurinn in Erscheinung getreten waren, an.
Bei der Parlamentswahl 2013 erreichte die Partei 8,2 % und zog mit sechs Mandaten ins Althing ein. Bei der vorgezogenen Neuwahl vom 29. Oktober 2016 erhielt Björt framtíð 7,2 % der Stimmen, womit die Partei noch vier Sitze im Althing innehatte. Seit dem 11. Januar 2017 war sie an einer Koalitionsregierung aus Unabhängigkeitspartei, Viðreisn und Björt framtíð beteiligt. Dem Kabinett Bjarni Benediktsson (2017) gehörten mit Óttarr Proppé (Gesundheit) und Björt Ólafsdóttir (Umwelt und natürliche Ressourcen) zwei Vertreter von Björt framtíð an.
Im September 2017 gab Björt framtíð bekannt, aus der Koalition auszutreten. In der Folge brach das Kabinett Bjarni Benediktsson auseinander und es wurde eine vorgezogene Neuwahl durchgeführt. In dieser Wahl erhielt Björt framtíð nur noch 1,22 % der Stimmen und konnte damit nicht mehr ins Althing einziehen. Óttarr Proppé trat als Parteivorsitzender zurück, seine Nachfolgerin war Björt Ólafsdóttir. Seither ist die Partei in der nationalen isländischen Politik nicht mehr hervorgetreten. Ihre Website ist abgeschaltet und der letzte Beitrag auf ihrer Facebook-Seite erschien im Januar 2019. Sie existiert jedoch laut isländischem Handelsregister noch. Nach einem Bericht des Nachrichtenportals Vísir vom Februar 2019 sei inzwischen Theodóra S. Þorsteinsdóttir (2016–2017 Abgeordnete des Althing) Parteivorsitzende, wobei die Zukunft der Partei offen sei. Die Parteiarbeit ruhe, es gebe aber noch gewählte Vertreter der Partei in Gemeinderäten. Theodóra nannte einen Zusammenschluss mit der Partei Viðreisn, mit der sie in Kópavogur gut zusammenarbeite, als Möglichkeit. An der Parlamentswahl in Island 2021 hat Björt framtíð nicht teilgenommen.

### Parteivorsitzende
- 2012–2015: Guðmundur Steingrímsson
- 2015–2017: Óttarr Proppé
- 2017–?: Björt Ólafsdóttir
- seit spätestens 2019: Theodóra S. Þorsteinsdóttir